# Marie Hay

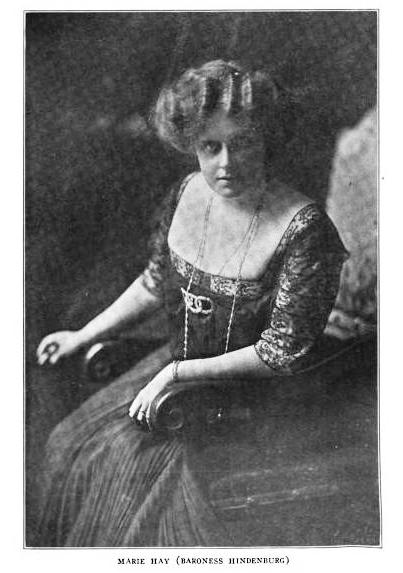
Marie Hay, Freifrau von Hindenburg

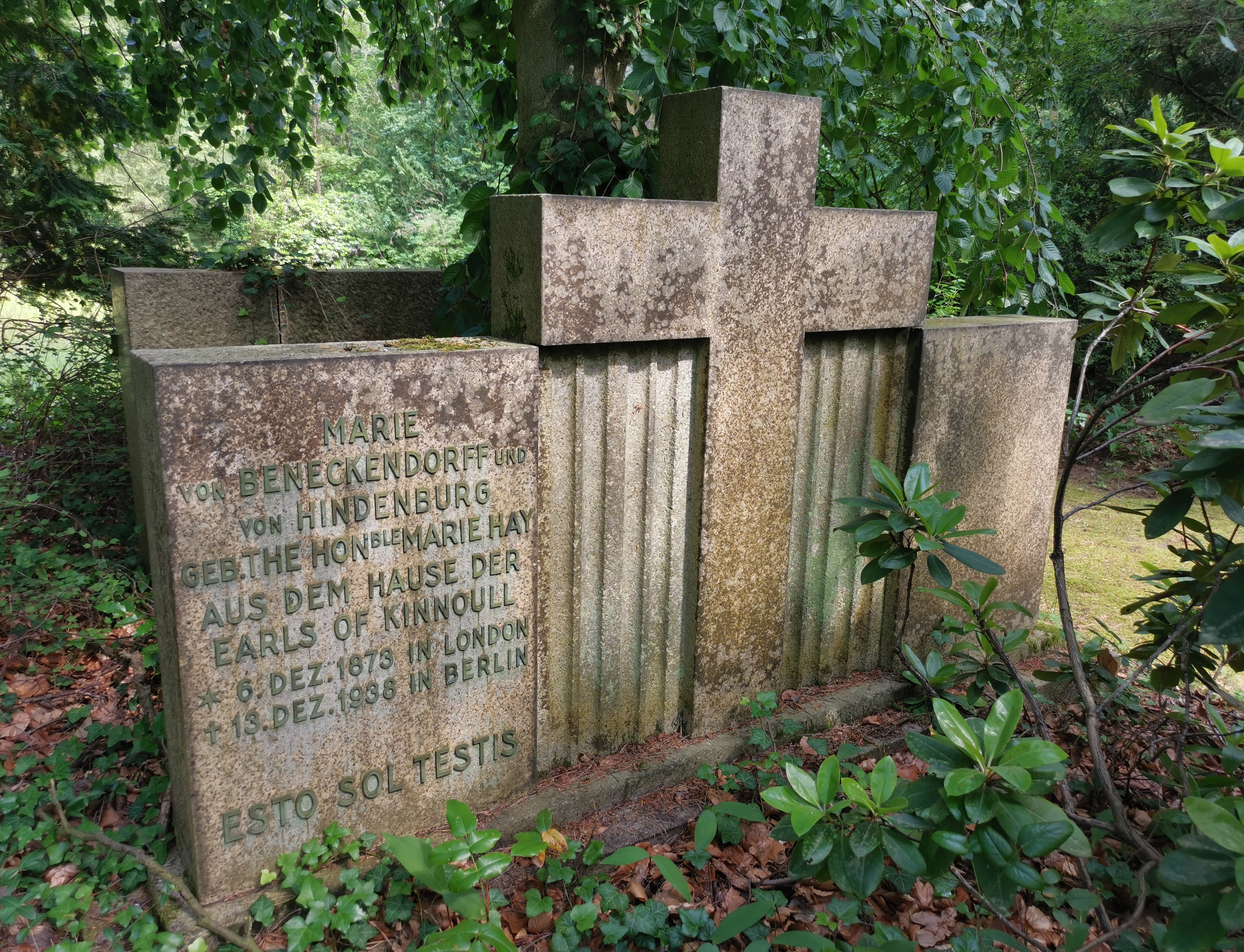
Grab auf dem Südwestkirchhof Stahnsdorf

Agnes Blanche Marie Freifrau von Beneckendorff und von Hindenburg (geborene Hay-Drummond) (* 6. Dezember 1873 in London; † 13. Dezember 1938 in Berlin) war eine englische Schriftstellerin. Ihre Veröffentlichungen tätigte sie unter dem Kurznamen Marie Hay.

## Leben
Ihr Vater war George Robert Hay-Drummond, Viscount Dupplin, ältester Sohn von George Hay, 12. Earl of Kinnoull. Ihre Mutter war Lady Agnes Cecil Emmeline Hay-Drummond (geborene Duff), Tochter des James Duff, 5. Earl Fife. Aus der dritten Ehe ihrer Mutter mit Sir Alfred Cooper hatte sie drei Halbschwestern und zwei Halbbrüder. Sie ist eine Ur-Urenkelin von König William IV.
Die Eltern ließen sich kurz nach ihrer Geburt scheiden und sie wuchs bei ihrer Großmutter, der Countess of Kinnoull, auf. Ihre Kindheit verbrachte sie teilweise in Paris und teilweise auf ihrem alten schottischen Familiensitz Dupplin Castle in Perthshire.
Agnes Blanche Marie heiratete am 21. Februar 1903 Herbert von Hindenburg, Neffe von Paul von Hindenburg. Die Diplomatentätigkeit ihres Mannes brachte sie nach Stuttgart, Stockholm, München, Den Haag, Rom und in die Schweiz, wo sie ausführliche Studien unternahm, als die Grundlage ihrer biographischen historischen Romane.
Aus ihrer Ehe ging eine Tochter hervor, Marie von Beneckendorff und Hindenburg (* 25. Dezember 1903).

## Werke (Auswahl)
- An unrequited loyalty the life of Edward Somerset, Earl of Glamorgan, Marquess of Worcester, (1901)[1]
- A German Pompadour being the extraordinary history of Wilhelmine von Grävenitz, a narrative of the eighteenth century, (1909)[2]
- The winter queen, being the unhappy history of Elizabeth Stuart, electress palatine, queen of Bohemia; a romance, (1910)[3]
- The story of a Swiss poet, a study of Gottfried Keller's life and works, (1920)[4]
- Mas'aniello, a Neapolitan Tragedy
- The Evil Vineyard
- H. C. Andersen: Danmarks og hele verdens eventyrdigter
- Madame Dame Dianne de Poytiers: la grande seneschale de Normandie Duchesse de Valentinois

Deutsche Übersetzungen
- Marie Hay: Eine Deutsche Pompadour, Wilhelmine Reichsgräfin von Grävenitz, J. Aigner Verlag, 1959[5][6]
- Die Winterkönigin: Der Roman der Elisabeth Stuart Pfalzgräfin bei Rhein, Königin von Böhmen, Verlag Gustav Kiepenheuer, (1935)[7]
- Die Verschwörung des Mas'aniello: Eine neapolitan. Tragödie
- Hindenburg und Hitler: Nationalheld und Nationalsozialismus[8]